# Sorna (Dittersdorf)
Sorna ist seit 31. Dezember 2013 ein Ortsteil der Gemeinde Dittersdorf im Saale-Orla-Kreis in Thüringen.

## Geografie
Sorna, ein Bauernhof, und die unweit am Hof liegenden Waldhäuser befinden sich auf einer flachen und kupierten Hochebene der nördlichen Abdachung des Südostthüringer Schiefergebirges. An dieser Ansiedlung führt die Bundesstraße 2 nahe vorbei und wird durch eine Verbindungsstraße kurz vor Krölpa erreicht.

## Geschichte
Für dieses damals sicherlich alleinige Gehöft ist die urkundliche Ersterwähnung 1378 erfolgt. Mit der Gründung des Rittergutes und dem Anlegen eines Teiches erfolgte der Bau einer Wassermühle. zeitweise sollen aus dem adligen Siedelhof zwei Güter entstanden sein. Die Besitzer der Güter, auch die von Poellnitz, wechselten oft, bis Hans Erdmann von Seydewitz Sorna am 23. Dezember 1699 an die Familie von Tümpling, vertreten durch Georg Wolf I. von Tümpling (1672–1732), verkaufte. Unter seinem Patronat wurde von 1722 bis 1729 die Chursdorfer Kirche samt Familiengruft neu gebaut. Sein Sohn Christian Gottlob I. von Tümpling (1705–1770) stiftete der Chursdorfer Kirche eine Glocke mit seinem Namen und Wappen. Dessen Sohn Heinrich Gottlob Wolf (1757–1814) errichtete die zweite Familiengruft derer von Tümpling an der Chursdorfer Kirche. Er ist jener Wolf, der in Goethes Tagebüchern vorkommt. Die beiden gusseisernen Tafeln mit den Namen und Lebensdaten der in den Grüften bestatteten Familienmitglieder hängen heute in der Kirche. Die genealogische Fortführung des Adelsgeschlechts geht dann später weiter mit Wolf von Tümpling (1809–1870), liiert mit Karoline Freiin von Gaertner. Dieser Sornaer Gutsherr war Kammerherr in Bayern und Besitzer mehrerer Güter, auch von Hermsdorf und Näthern. Erbe wurde Wilhelm von Tümpling (1832–1887), sächsischer Kammerherr und verheiratet mit Maria Luise von Arnim-Kriebstein, respektive mit ihren Sohn Wolf von Tümpling (1858–1915) als Majoratsherrn auf Sorna. Nach dem Genealogischen Handbuch des Adels war der Major d. R. Hans von Tümpling der letzte Grundbesitzer bis zur Bodenreform.
- 1806 wurde Sorna durch die Franzosen verwüstet, wobei auch alle Akten, Bücher und Gemälde auf dem Hof zu einem Haufen zusammengetragen und verbrannt wurden.
- 1875 brannte Sorna erneut bis auf eine Ecke des Herrenhauses nieder.
- 1877 wurde Gut Sorna Majorat
- 1945 Enteignung des Gutes, 246 Jahre im Besitz der Tümplingschen Familie.

Am 20. Oktober 1943 trafen Fliegerbomben das Gehöft.
Jahrzehntelang gehörte der Ort zur Gemeinde Chursdorf. Als diese am 31. Dezember 2013 nach Dittersdorf eingemeindet wurde, wurde Sorna ein eigenständiger Ortsteil der Gemeinde Dittersdorf.